# Pierre Nicolas Bonamy
Pour les articles homonymes, voir Bonamy.
Pierre Nicolas Bonamy est un historien français, né le 19 janvier 1694 à Louvres-en-Parisis et mort le 8 juillet 1770 à Paris.

## Biographie
Ses parents, qui avaient remarqué en lui des dispositions, cherchèrent à les faire fructifier, et lui procurèrent une excellente éducation, trésor plus précieux que les richesses qu'ils ne pouvaient lui donner. Destiné à l'état ecclésiastique, il en porta longtemps l'habit ; mais des obstacles l'arrêtèrent dans cette carrière, et il se voua tout entier aux lettres.
Il obtint bientôt la place de sous-bibliothécaire de l'Abbaye de Saint-Victor de Marseille. Il avait tout ce qu'il faut pour réussir dans cette sorte d'emploi : des connaissances bibliographiques très étendues, une grande douceur, et surtout beaucoup de complaisance pour le public. Le chancelier d'Aguesseau fut son protecteur et son ami.
Reçu, en 1727, à l'académie des inscriptions et belles-lettres, il s'annonça dans cette compagnie par plusieurs discours fort bien écrits, et où on voit qu'aucun sujet et qu'aucune partie de la littérature ancienne ne lui étaient étrangers. Turgot, alors prévôt des marchands, crut qu'il était de la dignité de la capitale du royaume d'avoir un historiographe en titre, et détermina le bureau de la ville  fonder cette place, et à y nommer Bonamy. Ce fut pour s'acquitter de ce qu'il devait à ce nouvel emploi que le savant académicien composa sur Paris plusieurs mémoires qui ornent le recueil de l'académie. Personne ne connaissait mieux que lui la topographie de cette grande ville ; personne n'était plus en état de rendre compte de toutes les révolutions qu'elle a éprouvées depuis les Romains jusqu'à notre temps. Il avait fait aussi une étude profonde des anciens monuments de l'histoire de France ; ce qui engagea l'ancien procureur général Guillaume-François Joly de Fleury à le nommer à une place de commissaire au trésor des chartes.
Bonamy était occupé à recueillir des matériaux pour composer une histoire de l'hôtel de ville, lorsque Antoine Moriau légua à la ville une nombreuse bibliothèque, à condition qu'elle serait consacrée à l'utilité publique ; et aussitôt les magistrats crurent devoir réunir, dans la personne de Bonamy, la place de bibliothécaire et celle d'historiographe, Bonamy, qui s'était familiarisé avec les bons auteurs d'Athènes et de Rome, avait aussi étudié l'hébreu, l'italien et l'espagnol ; et, quoiqu'il se fût livré à l'étude de l'antiquité, et qu'il eût fait, des matières d'érudition, son principal objet, il aimait et cultivait la littérature française.
Ainsi, dans le grand nombre de dissertations dont il a enrichi les Mémoires de l'académie des inscriptions et belles-lettres, et dont M. Quérard a donné la liste dans la France littéraire, on distingue surtout celles qui sont relatives à l'introduction de la langue latine dans les Gaules, à la langue tudesque, et aux plus anciens monuments de la langue française.
Touché par les vertus, encore plus que par les appas d'une veuve, il l'épousa. L'intérêt ne présida point à cette union ; Bonamy n'y acquit qu'une compagne, et y perdit un bénéfice. Un mariage de cette espèce ne pouvait manquer d'être heureux. Doué d'une âme sensible, Bonamy eût été un excellent père, mais il n'eut pas ce bonheur. Comme il avait passé une partie de sa vie dans le grand monde, et avec des personnes de la cour, il savait beaucoup de ces faits particuliers, de ces anecdotes secrètes qu'on ne peut confier à l'histoire, et il les narrait avec aisance et avec une élégante simplicité, relevée de temps en temps par des saillies pleines d'esprit.
Il mourut à Paris, le 8 juillet 1770, âgé d'environ 76 ans. Bonamy était chargé de la rédaction du Journal de Verdun depuis mai 1749, et n'y laissa jamais rien insérer de contraire aux mœurs ni à la religion. (voir l'éloge historique consacré à sa mémoire, dans le même Journal de Verdun, août 1770 ; et celui que Lebeau, secrétaire perpétuel de l'académie des inscriptions, lut en son honneur, t. 38, p. 224, des Mémoires de cette même académie.)
Il était bibliothécaire de Saint-Victor, historiographe de la ville de Paris, et membre de l'Académie des inscriptions.

## Publications
- « Dissertation sur l’origine des Loix des XII Tables », Histoire et Mémoires de l’Académie Royale des Inscriptions et Belles Lettres (Mémoires), 12, 1740, p. 27-51 (1ère partie, lue les 22 et 26 avril, 21 et 23 juin 1735) ; p. 51-74 (2e partie, lue les 30 avril et 18 mai 1736) ; p. 75-99 (3e partie, lue les 1er, 5 et 15 février 1737).
- « Sur l’inondation de la Seine à Paris, au mois de décembre 1740 », Histoire de l’Académie royale des inscriptions et belles lettres, vol. 17, Paris, Imprimerie royale, 1751, p. 701.

## Sources
- Ch. Le Beau, « Éloge de M. Bonamy », dans Histoire et Mémoires de l’Acad. des Inscr. (Histoire), 38, 1777, p. 224-234
- H.P. Ameilhon, « Éloge historique de M. Bonamy », Journal de Verdun, 108, août 1770, p. 154-160.
- P.-M. Bondois, « La bibliothèque de la Ville de Paris en 1761 », Bibliothèque de l'École des chartes, 96, 1935, p. 443-445 (publication d'une lettre de Bonamy). Numérisé sur Persée.